# William Thomas Walsh
Pour les articles homonymes, voir Walsh.
William Thomas Walsh (11 septembre 1891 - 22 janvier 1949) est un historien, éducateur et auteur américain. Il était aussi un violoniste accompli.

## Biographie
Walsh est né à Waterbury (Connecticut). Ses antécédents scolaires comprenaient un B.A. de l'université Yale (1913) et un Litt.D. honoraire de l'université Fordham. En 1914, il épousa Helen Gerard Sherwood et ils eurent six enfants.

## Publication
En anglais
- The Mirage of the Many, 1910
- Isabella of Spain, the last crusader New York, R. M. McBride & company, 1930
- Out of the Whirlwind, roman, 1935
- Philip II, 1937 (traduit également en espagnol par Belen Marañón Moya, 1943)
- Shekels, pièce, 1937
- Lyric Poems, 1939
- Characters of the Inquisition, New York, P.J. Kennedy & Sons [c. 1940]
- Gold, nouvelle
- Babies, not Bullets!, 1940
- Thirty Pieces of Silver, pièce en vers
- Saint Teresa of Ávila, 1943
- Our Lady of Fátima, Doubleday, 1947  (ISBN 978-0-385-02869-1)
- The Carmelites of Compiègne, pièce en vers
- Saint Peter, the Apostle, 1948

En espagnol
- La actual situatión de España, 1944
- El caso crucial de España, 1946

En français
- Notre-Dame de Fatima, éditions Delacroix.